# Гайтон, Джейлен
Джейлен Гайтон (англ. Jalen Guyton; 7 июня 1997, Аллен, Техас) — профессиональный американский футболист, принимающий клуба НФЛ «Лос-Анджелес Чарджерс». На студенческом уровне выступал за команду Северо-Техасского университета.

## Биография
Джейлен Гайтон родился 7 июня 1997 года в Аллене в штате Техас. Там же он окончил старшую школу, в составе её футбольной команды в 2014 году выиграл чемпионат штата. После выпуска Гайтон занимал 256-е место в рейтинге лучших молодых футболистов США ESPN 300, среди принимающих он был тридцатым.

### Любительская карьера
После окончания школы Гайтон поступил в университет Нотр-Дам. Сезон 2015 года он провёл в статусе освобождённого игрока, не участвуя в официальных матчах команды. В декабре он был исключён из состава по дисциплинарным причинам. Перед началом следующего сезона Гайтон перевёлся в общественный колледж Тринити Вэлли в Атенсе. В 2016 году он сыграл двенадцать матчей за «Тринити Вэлли Кардиналс», набрав 968 ярдов с 12 тачдаунами.
В 2017 году Гайтон поступил в Северо-Техасский университет. В первом сезоне в составе его команды он сыграл в тринадцати матчах, набрав 775 ярдов с девятью тачдаунами. По итогам года он стал одним из обладателей приза лучшему новичку конференции США и вошёл в состав её второй сборной звёзд. Перед началом сезона 2018 года его называли среди возможных претендентов на награду Билетникоффа лучшему принимающему NCAA. В тринадцати сыгранных матчах Гайтон набрал 805 ярдов с шестью тачдаунами. По общему количеству тачдаунов на приёме он вошёл в десятку лучших в истории университета.

#### Статистика выступлений в NCAA
| Сезон | Команда               | Игры | Приём | Приём | Приём | Приём | Вынос | Вынос | Вынос | Вынос |
| Сезон | Команда               | Игры | Rec   | Yds   | Y/A   | TD    | Att   | Yds   | Y/A   | TD    |
| ----- | --------------------- | ---- | ----- | ----- | ----- | ----- | ----- | ----- | ----- | ----- |
| 2015  | Нотр-Дам Файтин Айриш | —    | —     | —     | —     | —     | —     | —     | —     | —     |
| 2017  | Норт Техас Мин Грин   | 13   | 49    | 775   | 15,8  | 9     | 3     | 12    | 4,0   | 0     |
| 2018  | Норт Техас Мин Грин   | 13   | 54    | 805   | 14,9  | 6     | 0     | 0     | 0,0   | 0     |
| Всего | Всего                 | 26   | 103   | 1580  | 15,3  | 15    | 3     | 12    | 4,0   | 0     |

### Профессиональная карьера
Перед драфтом НФЛ 2019 года аналитик сайта лиги Лэнс Зирлейн оценивал Гайтона в 5,4 баллов по 10-балльной шкале, прогнозируя ему подписание контракта с одним из клубов в качестве свободного агента. К плюсам игрока он относил его антропометрические данные, высокую скорость, подвижность и результативность во время игры в колледже. Минусами Зирлейн называл нестабильность принимающего, недостаточно эффективную работу на маршрутах, проблемы с концентрацией и трудности в игре против пресс-прикрытия.
На драфте Гайтон выбран не был, после его окончания он в статусе свободного агента заключил контракт с «Далласом». Он прошёл с командой предсезонные сборы и после их окончания был отчислен. В конце октября он стал игроком тренировочного состава «Лос-Анджелес Чарджерс». В регулярном чемпионате 2019 года Гайтон сыграл за клуб в трёх матчах, не отметившись результативными действиями. В 2020 году ему удалось закрепиться в роли третьего принимающего «Чарджерс», а благодаря своей скорости он стал одной из главных целей для дальних передач квотербека Джастина Херберта. Второй сезон карьеры он завершил с 511 ярдами и тремя тачдаунами на приёме.
В сезоне 2021 года Гайтон сыграл за «Чарджерс» в шестнадцати матчах, набрав 448 ярдов с тремя тачдаунами. После его окончания клуб подписал с ним новый контракт. В чемпионате 2022 года он успел провести за команду три матча, после чего получил разрыв крестообразных связок колена и выбыл на длительный срок.

#### Статистика выступлений в НФЛ

##### Регулярный чемпионат
| Сезон | Команда               | Игры | Приём | Приём | Приём | Приём | Вынос | Вынос | Вынос | Вынос |
| Сезон | Команда               | Игры | Rec   | Yds   | Y/A   | TD    | Att   | Yds   | Y/A   | TD    |
| ----- | --------------------- | ---- | ----- | ----- | ----- | ----- | ----- | ----- | ----- | ----- |
| 2019  | Лос-Анджелес Чарджерс | 3    | 0     | 0     | 0,0   | 0     | 0     | 0     | 0,0   | 0     |
| 2020  | Лос-Анджелес Чарджерс | 16   | 28    | 511   | 18,3  | 3     | 2     | 0     | 0,0   | 0     |
| 2021  | Лос-Анджелес Чарджерс | 16   | 31    | 448   | 14,5  | 3     | 7     | 34    | 4,9   | 0     |
| 2022  | Лос-Анджелес Чарджерс | 3    | 2     | 64    | 32,0  | 0     | 0     | 0     | 0,0   | 0     |
| Всего | Всего                 | 38   | 61    | 1023  | 16,8  | 6     | 9     | 34    | 3,8   | 0     |